# Film di gangster

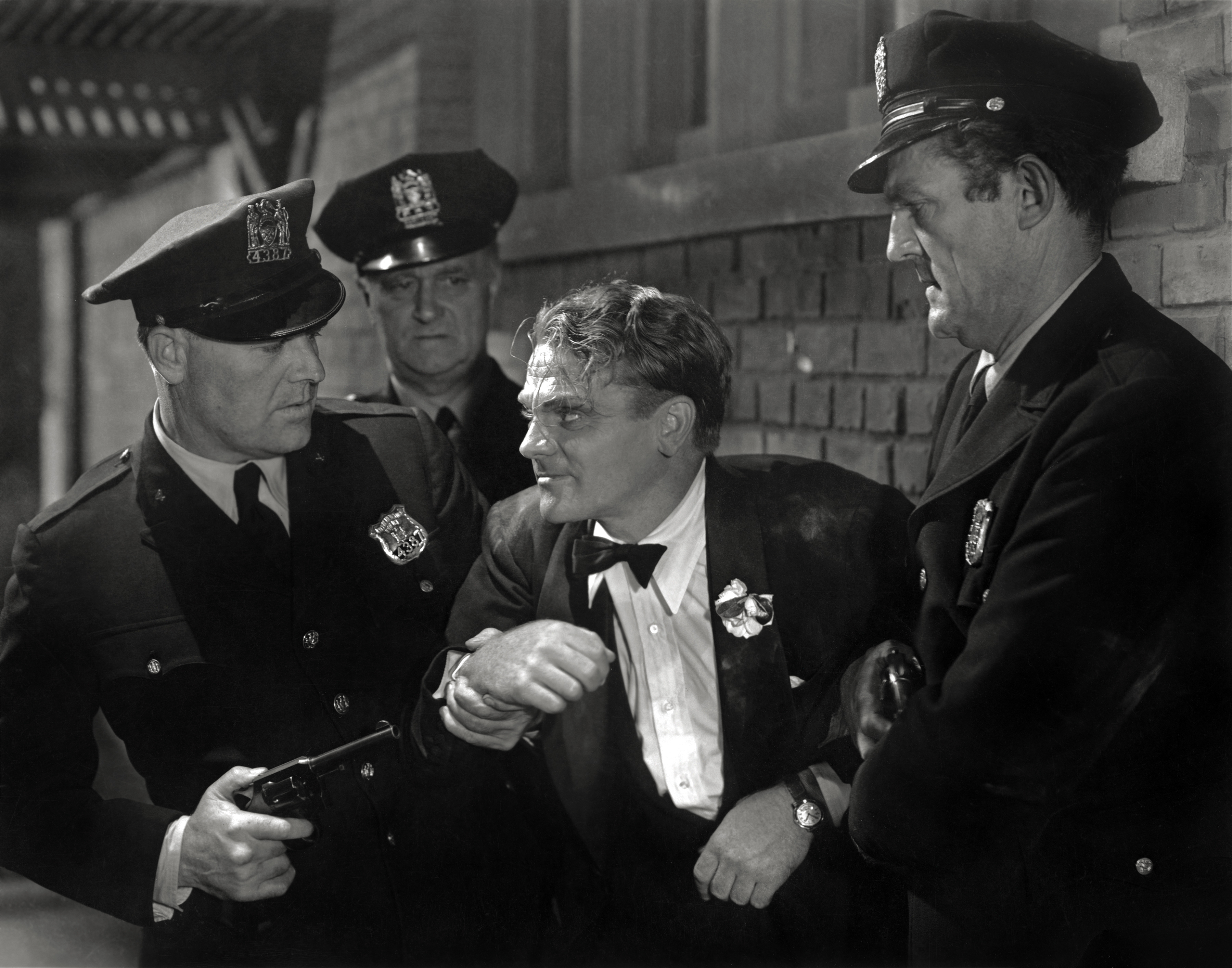
James Cagney in Gli angeli con la faccia sporca (1938)

I film di gangster o gangster movie fanno parte di quel particolare genere cinematografico che tratta di criminalità organizzata e, più precisamente, di malavitosi di umili origini che nel tempo si fanno strada in un contesto sempre ricco di insidie e pericoli.

## Origini e successo
Il filone nacque negli anni Trenta del XX secolo negli Stati Uniti d'America, in seguito al successo di alcuni film che parlavano di bande criminali che operavano durante il Proibizionismo (1920-1933).
La prima pellicola che trattava il genere fu il film muto Le notti di Chicago (1927), diretto da Josef Von Sternberg, che parla di un gangster evaso dal carcere che sospetta che la sua donna lo tradisca. Il primo capolavoro del gangster-movie fu, però, Piccolo Cesare (1930), per la regia di Mervyn LeRoy, epopea del gangster Rico ambientata nella Chicago degli anni Venti. In seguito al successo di quest'ultima pellicola, il filone continuò con i film Nemico pubblico (1931) e Scarface - Lo sfregiato (1932), considerati, insieme a Piccolo Cesare, capolavori assoluti del genere.
Il Codice Hays, però, vietava di raffigurare i criminali come personaggi positivi e così i produttori decisero di concludere quasi tutti i film con la morte del protagonista, per dire che il crimine porta sulla brutta strada.
Dopo i problemi con la censura, il genere riprese con La pattuglia dei senza paura (1935), diretto da William Keighley, e con Angeli con la faccia sporca (1938), regia di Michael Curtiz.
Nei gangster-movie degli anni Trenta, i protagonisti venivano rappresentati come criminali senza scrupoli e che compivano delitti sempre più efferati, arricchendosi alle spalle altrui. Inoltre venivano ritratti come individui megalomani che avevano rapporti morbosi con le loro donne. Le atmosfere erano quasi sempre cupe e notturne, cosa che avvicinava queste pellicole al cinema espressionista.

## Ripresa del genere
Dopo gli anni trenta, il genere decadde e i pochi gangster-movie che venivano prodotti riscuotevano scarso successo.
La ripresa del genere si ebbe agli inizi degli anni settanta con il film Il padrino (1972), diretto da Francis Ford Coppola e tratto dall'omonimo romanzo di Mario Puzo. La pellicola, che riscosse un enorme successo in tutto il mondo, parlava della saga della Famiglia Corleone, un'organizzazione criminale di origini siciliane che controlla la mafia nella New York di fine anni quaranta. È con questo film che il genere rinasce e cambia, non ritraendo più il gangster come uno psicopatico, ma come un abile criminale capace di manovrare gli eventi.
I nuovi temi del gangster-movie vengono usati pure da Martin Scorsese, che dirige i film Mean Streets (1973), Quei bravi ragazzi (1990) Casinò, (1995)  The Departed - Il bene e il male (2006) e The Irishman (2019).
I temi classici del genere vengono ripresi da Sergio Leone che nel 1984 dirige C'era una volta in America, film girato con grandi mezzi che parla dell'epopea di alcuni gangster ebrei durante e dopo il proibizionismo; quest'opera è considerata uno dei capolavori massimi del gangster-movie perché ha come tematiche principali l'amore, la delusione, il crimine e l'illusione, ben rappresentata dalla struggente colonna sonora di Ennio Morricone.

## Nuove tematiche
I gangster movie prodotti tra gli anni '80 e gli anni '90 presentano nuove tematiche per via del nuovo evolversi dei gruppi criminali, che da vecchie attività come estorsioni e contrabbando passavano al traffico di droga, molto più lucroso.
Tra questi troviamo Scarface (1983), diretto da Brian De Palma, remake del capolavoro del 1932 (Scarface - Lo sfregiato), ambientato però in una Miami degli anni '80 devastata dal traffico di cocaina compiuto dai criminali latino-americani. Le altre pellicole di rilievo sono Carlito's Way (1993), sui gangster portoricani, Bronx (1993) e Donnie Brasco (1997), pellicola tratta da una storia vera su un infiltrato della polizia nei gruppi criminali italoamericani di New York.
Tra i film, invece, che si riallacciano al gangster-movie anni trenta, vi sono Gli intoccabili (1987), sulla vera storia del gruppo di polizia che diede filo da torcere alla criminalità di Chicago durante il proibizionismo, e Era mio padre (2002), pellicola su un gangster irlandese che negli anni '30 sfida i boss mafiosi di Chicago per salvare il figlioletto.
Altri film invece esplorano nuovi ambienti, mettendo da parte i temi classici, come American Gangster (2007), sul traffico internazionale di droga, Miami Vice (2006), sugli agenti sotto copertura contro i narcotrafficanti, e La promessa dell'assassino (2007), regia di David Cronenberg, sui gangster russi. 
Molto significativi per il genere sono anche Le iene (1992) e Pulp Fiction (1994), diretti dal regista/sceneggiatore Quentin Tarantino.

## Gangster movie italiani
Tra i gangster-movie italiani, oltre al citato C'era una volta in America di Sergio Leone, si possono annoverare: la trilogia del milieu, diretta da Fernando Di Leo nei primi anni '70, Gli esecutori con Roger Moore (1976), Il camorrista (1986), film d'esordio di Giuseppe Tornatore, ispirato all'omonimo romanzo di Giuseppe Marrazzo, che narra la biografia del boss della camorra Raffaele Cutolo, Romanzo criminale (2005) di Michele Placido, tratto dall'omonimo romanzo di Giancarlo De Cataldo, che narra le vicende criminali della Banda della Magliana, Gomorra (2008) di Matteo Garrone, tratto dall'omonimo best seller di Roberto Saviano, sull'odierna camorra. Sia Romanzo criminale che Gomorra hanno in seguito avuto anche delle trasposizioni televisive: Romanzo criminale - La serie e Gomorra - La serie. Tornando ai film: Vallanzasca - Gli angeli del male (2010) di Michele Placido, che racconta la storia del criminale milanese Renato Vallanzasca, Anime nere di Francesco Munzi (2015) sulla ndrangheta calabrese, Suburra (2015) di Stefano Sollima (anche qui c'è una versione televisiva), Il traditore (2019) di Marco Bellocchio che racconta la storia del criminale Tommaso Buscetta e Adagio (2023) di nuovo di Stefano Sollima, anch'esso sulla banda della Magliana, che va a completare la trilogia ideale cominciata con ACAB - All Cops Are Bastards (2012) (anche qui una versione televisiva), proseguita con Suburra e conclusa proprio con questo Adagio.
Si segnalano, inoltre, le miniserie Era mio fratello (storia totalmente di fantasia) e Il capo dei capi (ufficialmente un biopic su Riina, ma presenta molte differenze con la realtà); il film TV L'ultimo dei corleonesi; le serie Il clan dei camorristi e Sotto copertura.